# ارل رادنی
اِرل رادنی (انگلیسی: Earle Rodney؛ ‏ ۴ ژوئن ۱۸۸۸ – ۱۶ دسامبر ۱۹۳۲) فیلم‌نامه‌نویس، بازیگر و کارگردان فیلم اهل کانادا بود.
از فیلم‌هایی که وی در آن نقش داشته‌است، می‌توان به دیوانه بازیگری اشاره کرد.